# Cohenite
La cohenite (simbolo IMA: Coh) è un minerale meteoritico piuttosto raro del supergruppo della perovskite, all'interno del quale viene collocato nel gruppo delle perovskiti non stechiometriche e da lì al sottogruppo della cohenite; appartiene alla famiglia dei "minerali elementari" e possiede composizione idealizzata CFe3. Tuttavia, poiché il minerale in natura di solito contiene piccole miscele di nichel e cobalto, la formula è spesso indicata come (Fe,Ni,Co)3C. Gli elementi indicati tra parentesi possono rappresentarsi a vicenda, ma sono sempre nello stesso rapporto con il carbonio.
In metallurgia, il composto Fe3C è noto come cementite o carburo di ferro ed è un componente importante nella ghisa bianca e nella ghisa, nonché nell'acciaio.

## Etimologia e storia
La cohenite è stata scoperta per la prima volta nel meteorite Magura caduto nella comitato di Árva, che in passato era ungherese e ora appartiene alla Slovacchia. Il minerale è stato descritto nel 1889 da Ernst Weinschenk, che gli ha dato il nome del mineralogista e petrografo tedesco Emil Cohen. Nel suo lavoro si dedicò principalmente alla struttura dei meteoriti ferrosi e ai minerali in essi contenuti.

## Classificazione
La classica nona edizione della sistematica dei minerali di Strunz, in vigore dal 2001 e utilizzata dall'Associazione Mineralogica Internazionale (IMA) fino al 2009, elenca la cohenite nella classe "1. Elementi nativi (metalli e leghe intermetalliche; metalloidi e non metalli; carburi, siliciuri, nitruri, fosfuri)" e nella sottoclasse "1.B Carburi, siliciuri, nitruri, fosfuri metallici"; questa viene ulteriormente suddivisa in modo da trovare la cohenite nella sezione "1.BA Carburi" dove è l'unico membro del sistema nº 1.BA.05.
Tale classificazione viene mantenuta anche nell'edizione successiva, proseguita dal database "mindat.org" e chiamata Classificazione Strunz-mindat.
Anche la classificazione dei minerali secondo Dana, che viene utilizzata principalmente nel mondo anglosassone, elenca la cohenite nella classe dei "minerali elementari" e lì nella sottoclasse con lo stesso nome. Qui può essere trovata insieme all'haxonite e all'isovite nel sistema nº 01.01.16 all'interno della suddivisione "elementi: elementi metallici diversi dal gruppo del platino".
Nella Sistematica dei lapis (Lapis-Systematik) di Stefan Weiß la cohenite si trova nella classe degli "elementi" e nella sottoclasse dei "metalli e composti intermetallici"; qui è nella sezione dei "carburi, nitruri, fosfuri e siliciuri (composti simili ai metalli)" con il numero di sistema nº I/A.09 insieme a hongquiite, khamrabaevite, tongbaite, yarlongite, isovite, haxonite, niobocarbide, tantalcarbide e qusongite.

## Abito cristallino
La cohenite cristallizza nel sistema ortorombico con il gruppo spaziale Pnma (gruppo nº 62) con i parametri del reticolo a = 5,09 Å, b = 6,75 Å e c = 4,52 Å, oltre ad avere 4 unità di formula per cella unitaria. [3]

## Proprietà
La cohenite è un minerale molto fragile e fortemente magnetico.
In condizioni terrestri, il minerale è stabile solo a pressioni superiori a 40 kbar, che corrispondono a una profondità di circa 120 km.[6] In superficie si decompone molto lentamente nei minerali kamacite e grafite.

## Origine e giacitura
La cohenite è un componente dei meteoriti ferrosi e delle condriti enstatitiche. Sulla Terra, si trova solo nelle rocce ignee che sono state ridotte secondariamente dalla penetrazione nei filoni di carbone, come a Bühl vicino a Kassel (in Assia, Germania) e a Qeqertarsuaq (in Groenlandia). Tra le altre cose sono minerali di accompagnamento il ferro nativo, la schreibersite, la troilite e la wüstite.[4]
La cohenite è stata trovata in molti meteoriti: i meteoriti "Pecora Escarpment 82506", "Yamato 81020", "Allan Hills A77257", "Allan Hills A77283" e "Allan Hills A77307" (precipitati in Antartide); i meteoriti "Campo del Cielo" e "Malotas" (in Argentina); molti meteoriti trovati in Australia ("Tieraco Creek" e "Youndegin", solo per citarne alcuni); il meteorite "Indarch" (Azerbaijan); il meteorite "Brahin" (Bielorussia); il meteorite "Uruaçu" (Brasile); i meteoriti "Zhaoping" e "Aletai" (solo per citarne alcuni trovati in Cina). Molti altri ritrovamenti meteoritici in India, Messico, Russia e diversi altri Stati sparsi per il mondo.
Siti di origine terrestre, solo pe citarne alcuni, sono: Qeqertalik (Groenlandia); la formazione "Hatrium" (in Israele); distretto di Čatkal (Kirghizistan); nel distretto di Mokhotlong (Lesotho); a Portsmouth (Inghilterra).
La cohenite è stata trovata anche sulla Luna.

## Forma in scui si presenta in natura
La cohenite è opaca anche in strati sottili e sviluppa solo cristalli di dimensioni millimetriche, da imperfettamente tabulari ad aghiformi o aderenze dendritiche con ferro. I campioni freschi sono di colore bianco stagno con una lucentezza metallica, ma le superfici cristalline si ossidano dopo un po' di tempo e il colore assume una tonalità dal bronzo chiaro al giallo oro.